# Хейни, Фред
Фред Джирард Хейни (англ. Fred Girard Haney; 25 апреля 1896, Альбукерке, Нью-Мексико — 9 ноября 1977, Беверли-Хиллз, Калифорния) — американский бейсболист, тренер, функционер и комментатор. Выступал на позиции игрока третьей базы. В Главной лиге бейсбола играл с 1922 по 1929 год. После завершения игровой карьеры был главным тренером нескольких клубов лиги. В 1957 году привёл Милуоки Брэйвз к победе в Мировой серии. С 1961 по 1968 год занимал пост генерального менеджера «Энджелс».

## Биография

### Ранние годы
Фред Хейни родился 25 апреля 1898 года в Альбукерке на территории Нью-Мексико. Он был младшим из четырёх сыновей в семье Уильяма и Френсис Хейни. Позже семья переехала в Лос-Анджелес. Там он окончил Политехническую школу, во время учёбы занимался футболом, плаванием, водным поло и гандболом. В 1919 году Хейни начал бейсбольную карьеру в составе команды «Портленд Бакаруз», затем перешёл в «Лос-Анджелес Энджелс». В 1921 году он был направлен в команду A-лиги Омаха Руркс, где показал себя жёстким переговорщиком. По условиям контракта ему полагалась четверть суммы в случае продажи в один из клубов Главной лиги бейсбола. Успешное выступление привлекло внимание «Детройта», который выкупил права на Хейни за 5000 долларов, а также отдал в «Омаху» четырёх игроков.

### Карьера игрока
В 1922 году главный тренер «Детройта» Тай Кобб дал шанс молодому новичку и Хейни стал одним из первых запасных команды. Он выходил на поле на различных позициях и завершил чемпионат с показателем отбивания 35,2 %. От Кобба он перенял жёсткий и агрессивный стиль игры. Позднее они стали близкими друзьями. В составе «Тайгерс» он провёл четыре сезона, в декабре 1925 года его обменяли в «Бостон Ред Сокс» на инфилдера Хомера Эззелла и аутфилдера Текса Ваче. Сезон 1926 года Хейни провёл в роли стартового игрока третьей базы «Бостона» и лидировал в команде по количеству украденных баз, но его эффективность на бите составила лишь 22,1 %. Летом 1927 года его сначала продали в «Чикаго Кабс», а затем отправили в фарм-клуб «Индианаполис Индианс».
Сезон 1928 года, проведённый в «Индианс», стал лучшим в его карьере. Хейни стал лидером лиги по количеству украденных баз, хорошо отбивал. После этого его приобрёл клуб «Сент-Луис Кардиналс», но он поставил условие, что сможет выкупить контракт, если не попадёт в состав, или же будет отправлен в одну из команд Лиги Тихоокеанского побережья. К тому моменту у Хейни в Калифорнии уже был успешный бизнес по продаже страховок. Проведя в Кардиналс около двух месяцев, он был продан в «Лос-Анджелес Энджелс». В 1931 году из-за инфекции ему удалили почку, а ещё через год он покинул команду. В сезонах 1933 и 1934 годов Хейни выступал за «Голливуд Старз», а затем был назначен играющим тренером «Толидо Мад Хенс». Там он снова стал лучшим по количеству украденных баз и был приглашён на матч всех звёзд лиги. Карьеру игрока он завершил в 1936 году после ещё одной операции. 

### Тренерская деятельность
Закончив играть, Хейни ещё два года руководил «Толидо», после чего его кандидатура заинтересовала «Сент-Луис Браунс». Клуб искал главного тренера без больших финансовых запросов. Хейни согласился, рассчитывая вывести команду на уровень 50 % побед, но успеха не добился. В 1939 году «Браунс» заняли последнее место в лиге, ещё через год шестое. В начале 1941 года он был понижен до должности главного тренера «Толидо», вошедшего в фарм-систему «Сент-Луиса». Там Хейни проработал ещё два года, после чего уволился, желая вернуться в Калифорнию. Там он комментировал игры «Энджелс» и «Старз» на радио, а также принял участие в работе над фильмом «Идти своим путём» с Бингом Кросби.
В ноябре 1948 года он получил предложение возглавить «Голливуд Старз» и подписал трёхлетний контракт с полномочиями полностью формировать состав команды. Хейни также договорился с президентом «Бруклин Доджерс» Бранчем Рикки о том, что «Старз» войдут в фарм-систему его организации. Работу он совмещал с должностью программного директора радиостанции KLAC. Полностью перестроив команду, в 1949 году Хейни привёл её к победе в чемпионате, а журнал Sporting News признал его Менеджером года в младших лигах. Ещё один титул он выиграл в 1952 году. После этого Рикки, к тому моменту работавший в «Питтсбурге», предложил ему возглавить клуб.
Хейни согласился и в течение трёх лет работал с молодым составом худшей команды Главной лиги бейсбола. В каждом из сезонов «Пайрэтс» финишировали на последнем месте. В сентябре 1955 года его уволили, а в июне 1956 года он возглавил «Милуоки Брэйвз». После прихода Хейни команда до конца чемпионата боролась за победу в лиге. Весной 1957 года во время сборов он работал над дисциплиной игроков, много времени уделявших развлечениям. Это принесло результат. Брэйвз выиграли чемпионат и в Мировой серии в семи играх обыграли «Нью-Йорк Янкис». После этого Хейни был признан Менеджером года в Национальной лиге по версии агентства United Press International, его зарплата была увеличена до 40 тысяч долларов и он стал самым высокооплачиваемым тренером лиги.
В 1958 году «Брэйвз» вновь вышли в Мировую серию, где на этот раз уступили «Янкис». Близко к успеху команда подошла и в следующем сезоне, уступив в итоге титул «Доджерс» после дополнительной серии. После окончания сезона 1959 года Хейни подал в отставку. После возвращения в Калифорнию он вёл шоу на телеканале KCOP-TV и комментировал игры на NBC.

### Работа генеральным менеджером
В 1960 году «Лос-Анджелес Энджелс» стали новой командой Американской лиги. Владелец клуба Джин Отри пригласил Хейни на должность генерального менеджера клуба. На драфте расширения он выбрал молодых игроков и ряд заслуженных ветеранов, стремясь конкурировать с «Доджерс» за внимание местных болельщиков. Главными звёздами команды стали Джим Фрегози и Дин Ченс. Также Хейни участвовал в создании фарм-системы клуба, построил тренировочную базу и реконструировал стадион. В дебютном сезоне «Энджелс» одержали 70 побед. В 1962 году они финишировали на третьем месте, а Хейни был признан лучшим руководителем Главной лиги бейсбола.
Пост генерального менеджера он занимал ещё шесть лет. При нём клуб переехал в Анахайм и активно продвигал себя на территории округа Ориндж. В 1968 году Отри решил, что 70-летнему Хейни пора на пенсию, но предложил ему остаться консультантом организации с той же заработной платой. Он согласился из дружеских чувств к Отри, но практического смысла в этой должности не видел. Ещё несколько лет Хейни давал ему советы и посещал игры команды.
Скончался Фред Хейни 9 ноября 1977 года в результате сердечного приступа, его жена Флоранс умерла в 1998 году, а единственная дочь Патрисия Хейни Франклин — в 2012 году в Лас-Вегасе. В 1980 году «Энджелс» учредили награду его имени (англ. Fred Haney Memorial Award), присуждаемую лучшему новичку по итогам весенних предсезонных сборов команды.